# Kolbeinn Sigmundarson
Kolbeinn Sigmundarson (o Sigmundsson) fue un caudillo vikingo y uno de los primeros colonos de Islandia en el siglo IX. Su historia está emparejada con Sleitu-Björn Hróarsson y la región de Skagafjörður. 
Según Landnámabók, adquirió a Sleitu-Björna Hjaltadalur y Kolbeinsdalur de quien recibe su nombre, aunque posteriormente cedió Hjaltadalur a Hjalti Þórðarson. Se conoce muy poco de su genealogía, únicamente que su esposa era hermana de Þorsteinn svarfaður Rauðsson. En la saga de Svarfdæla se cita que Kolbeinn naufragó en la isla de Kolbeinsey, de quien también recibe su nombre, y murió en el siniestro.